# Lake County, Ohio
Lake County är ett administrativt område i delstaten Ohio, USA, med 230 041 invånare. Den administrativa huvudorten (county seat) är Painesville. 

## Geografi
Enligt United States Census Bureau så har countyt en total area på 2 535 km². 591 km² av den arean är land och 1 944 km² är vatten.    

### Angränsande countyn

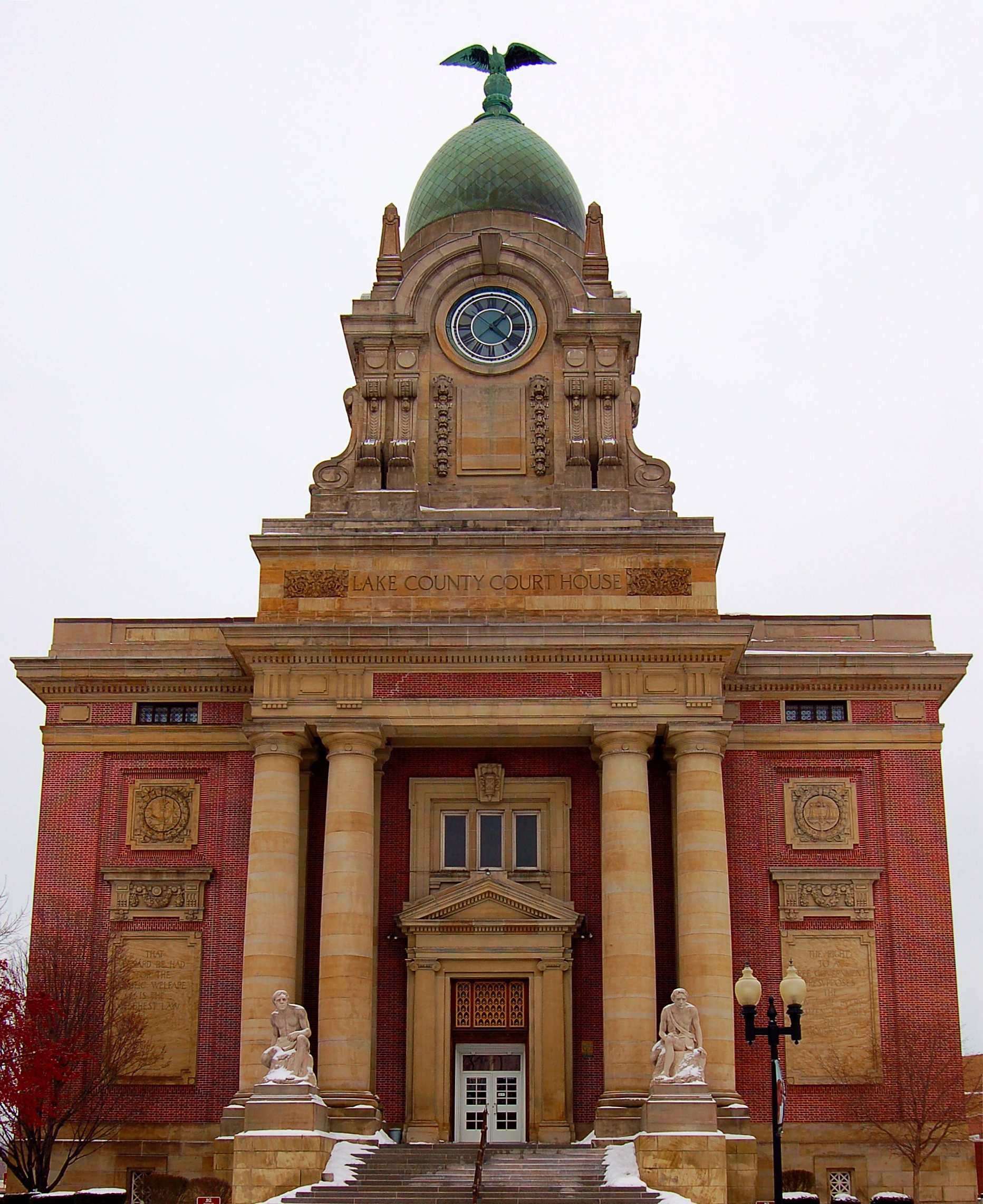
Lake County Courthouse i Painesville.

- Ashtabula County - öst
- Geauga County - syd och öst
- Cuyahoga County - syd och väst
- Ontario, Kanada - nord